# Gambiai labdarúgó-válogatott
A gambiai labdarúgó-válogatott (becenevükön: A skorpiók) Gambia nemzeti csapata, melyet a gambiai labdarúgó-szövetség irányít. A csapat még nem jutott ki egyetlen labdarúgó-világbajnokságra sem.
1965 előtt az országot és a nemzeti csapatát is Brit Gambiának hívták.

## Nemzetközi eredmények
Amílcar Cabral Kupa
- Ezüstérmes: 3 alkalommal

U17-es labdarúgó-Afrika-bajnokság
- Aranyérmes: 2 alkalommal (2005, 2009)

## Világbajnoki szereplés
- 1930 - 1978 - Nem indult
- 1982 - 1986 - Nem jutott be
- 1990 - Nem indult
- 1994 - Visszalépett
- 1998 - 2018 - Nem jutott be

## Afrikai nemzetek kupája-szereplés
| Év   | Eredmény      |
| ---- | ------------- |
| 1957 | Nem indult    |
| 1959 | Nem indult    |
| 1962 | Nem indult    |
| 1963 | Nem indult    |
| 1965 | Nem indult    |
| 1968 | Nem indult    |
| 1970 | Nem indult    |
| 1972 | Nem indult    |
| 1974 | Nem indult    |
| 1976 | Nem jutott be |

| Év   | Eredmények    |
| ---- | ------------- |
| 1978 | Nem indult    |
| 1980 | Nem jutott be |
| 1982 | Nem jutott be |
| 1984 | Nem jutott be |
| 1986 | Nem jutott be |
| 1988 | Nem jutott be |
| 1990 | Visszalépett  |
| 1992 | Nem jutott be |
| 1994 | Nem indult    |
| 1996 | Visszalépett  |

| Év   | Eredmények    |
| ---- | ------------- |
| 1998 | Kizárták      |
| 2000 | Visszalépett  |
| 2002 | Nem jutott be |
| 2004 | Nem jutott be |
| 2006 | Nem jutott be |
| 2008 | Nem jutott be |
| 2010 | Nem jutott be |
| 2012 | Nem jutott be |
| 2013 | Nem jutott be |
| 2015 | Kizárták      |

## Mérkőzések

### Következő mérkőzések
| Időpont         | Kiírás     | Helyszín       | Ellenfél |
| --------------- | ---------- | -------------- | -------- |
| 2010, január 9. | Barátságos | Tunézia, Rades | Tunézia  |

## Külső hivatkozások
- A gambiai labdarúgó-válogatott
- Gambia a FIFA.com-on Archiválva 2012. december 16-i dátummal a Wayback Machine-ben

1. ↑  The FIFA/Coca-Cola World Ranking. FIFA
2. ↑  World Football Elo Ratings. eloratings.net